# 塔拉站
塔拉站（英語：Tallaght）是一個位於愛爾蘭都柏林塔拉的都柏林轻轨站，在2004年通車，為都柏林輕軌紅線的終點站之一。車站附近是廣場購物中心，都柏林理工大学，塔拉球場和南都柏林郡議會辦公室。
都柏林公車路線27、49、54A、56A、65、65B、75、76、76A、76B、77A和210均能到達此站。